# Westheim, Germersheim
Westheim là một đô thị thuộc huyện Germersheim, trong bang Rheinland-Pfalz, phía tây nước Đức. Đô thị Westheim, Germersheim có diện tích 7,12 km², dân số thời điểm ngày 31 tháng 12 năm 2006 là 1762 người.